# 叛教

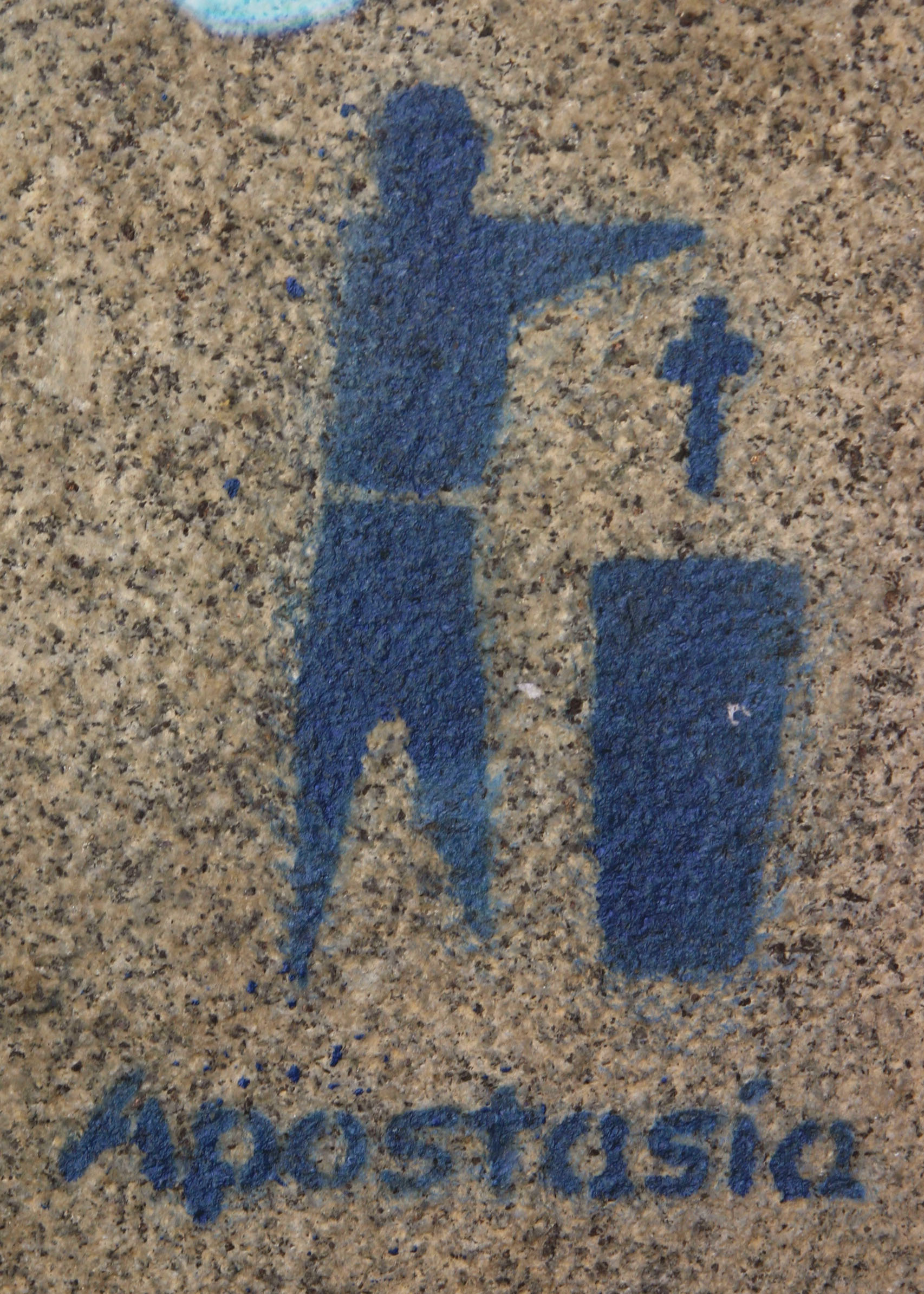
西班牙集体叛教运动徽标，呼吁天主教徒叛逃

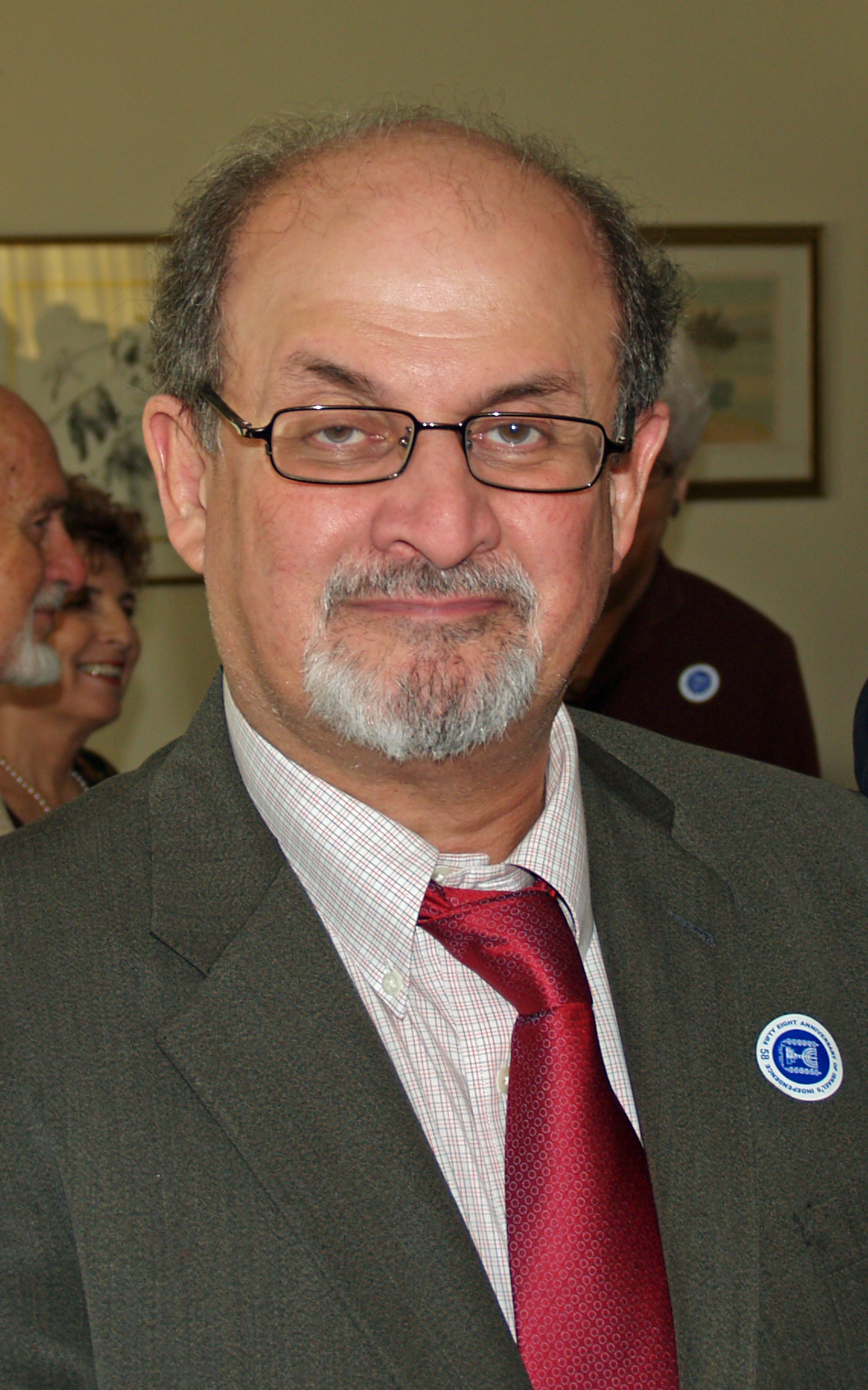
薩爾曼·魯西迪因出版撒旦詩篇被指控。

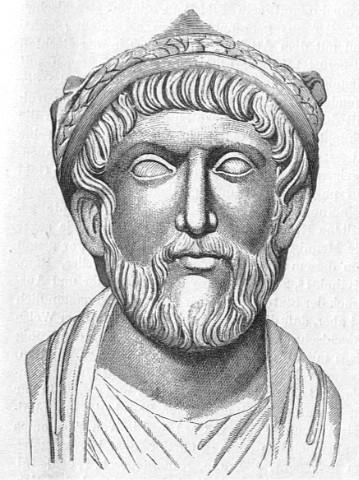
被基督教指為叛教者的尤利安，羅馬帝國最後一位多神信仰的皇帝

叛教或叛道，指叛離道、違背道。中文「叛道」二字的出處：「孔子曰：『博學約之，弗叛矣夫』；夫學而不約，必叛道也」，又有「离经叛道」一詞。道是中華文化中的一個重要概念，《廣韻》：「道，理也，衆妙皆道也，合三才萬物共由者也。」
后来，「叛道」被引用作為一宗教用词。「道」字在此義中作宗教信仰用，「叛道」在此時是指信徒放棄了其原先的宗教信仰。《世界人權宣言》第18條表明「改變宗教或信仰之自由」是基本人權之一。

## 對佛教的叛教
从内心认同佛教是自己的信仰，并认同三皈依的人就是佛教徒。如果放弃三皈依则被视为退出佛教，此对居士或出家人均适用。
常见的误解是将犯戒与退教当作同义词。实际上，内心认同三皈依的人即是佛教徒，不必然受戒（包括五戒、八戒或十戒）。对于出家人而言，在三皈依的基础上必须受相应的戒律，违反戒律将受到处罚，特别是犯四根本的出家人将自动失去僧人的身份，被破門，逐出僧团。但是，该僧人仅仅是丧失比丘或比丘尼戒体，只要该僧人不宣布放弃三皈依，他仍然是一个佛教徒。破戒或还俗均不影响佛教徒的身份。
釋迦牟尼佛对出家人破戒或还俗的后续处理作了规定。破根本戒及犯五逆重罪者将不许再次出家，而主动还俗的比丘仍有数次重新出家的机会，有說法甚至說可以三次到七次重新出家。相反，对于仅放弃三皈依再重新皈依的人，佛教中并无次数或程序上的限制。

## 對基督宗教的叛教
在基督宗教希臘文聖經裏，“叛道”（希臘文，a·po·sta·si′a）這個名詞含有“遺棄、捨棄或反叛”的意思。（使徒行傳21：21，《新世》腳注）這主要是指宗教變節而言，意即脱離或捨棄純真的崇拜。部份基督徒對離開教會並不再相信基督教信仰的人作這樣的稱呼，此稱呼帶有貶義。按照基督教的說法，叛道就是背棄或反叛上帝。有些叛道的人會自稱認識和事奉上帝，卻拒絶接受某些或全部《聖經》所提出的道理或規定。
有些人因為不認同部份牧者和教会领袖的傳道手法和言行舉止（例如牧者反對墮胎和同性恋），而離開其所屬教會（不等於脫離宗教），同樣會被指叛教。

### 對天主教的叛教
按照天主教的信仰，一个人受洗后就永远是天主教徒，“圣洗圣事在基督徒身上留下了不可磨灭的精神印记，表示他属于基督。任何罪恶也消除不了这个印记。”不少天主教徒一出世就受洗，於天主教小學及中學受洗成為教徒，受洗成為教徒的要求比較寬鬆，因此不少教徒一般在中小學後不會再望彌撒，這些會被指是冷淡教友，但終其一生仍會保留其教徒的身份，除非遭到羅馬教廷處以破門律，如馬丁·路德。
「叛教者」是指公開背棄信仰的人，常會發生於人民受到教會迫害的時期。

## 對伊斯蘭教的叛教
如果一個穆斯林放棄伊斯蘭教信仰，可被視為叛教。雖然《古蘭經》沒有經文明確指示穆斯林可以傷害退教者，但是記載穆罕默德言行的《布哈里聖訓實錄》卻有記載指穆罕默德說過叛教者應被殺死，見4:52:260、9:84:57、58及64、9:89:271。時至今日，沙特阿拉伯、伊朗、阿富汗等一些伊斯蘭國家仍設有「叛教罪」，違者可能被判死刑。伊斯蘭世界中對於「叛教」視為大過，即使在不設叛教罪的世俗國家（深受共産主義文化和強烈世俗主義、異教影響的阿爾巴尼亞和科索沃除外），退教者仍有可能受到周围穆斯林的恐嚇甚至人身傷害。

## 對猶太教的叛教
現代的猶太教沒有對退教者實施宗教事務以外的現世處罰。